# Anomalopidae
Anomalopidae (T. N. Gill, 1889) è una famiglia di pesci ossei marini dell'ordine Trachichthyiformes.

## Distribuzione e habitat
Le varie specie si trovano in località sparse in gran parte dei tropici ma prevalentemente nell'Indo-Pacifico. Si incontrano di giorno, di solito, a qualche centinaio di metri di profondità. Di notte effettuano migrazioni in acque più basse, in genere nei pressi di scogliere a picco che scendono rapidamente ad alte profondità o in ambienti scogliosi o corallini ricchi di anfratti.

## Descrizione
La caratteristica più cospicua degli appartenenti a questa famiglia è il grande fotoforo a forma di fagiolo posto sotto l'occhio e dotato di una palpebra cutanea scura in grado di regolare o oscurare l'organo luminoso, che viene utilizzato per attrarre le prede. La luce viene prodotta da batteri simbionti. Per il resto sono pesci in genere dal corpo abbastanza alto, con occhi grandi. Photoblepharon ha una sola pinna dorsale mentre gli altri generi ne hanno due, la prima con da 2 a 6 raggi spiniformi.
La taglia massima supera di poco i 30 cm

## Biologia
Poco nota. Hanno attività notturna.

### Alimentazione
Si nutrono di zooplancton nelle ore notturne.

### Riproduzione
Si crede che abbandonino le uova dopo la deposizione.

## Acquariofilia
Alcune specie (ad esempio Photoblepharon palpebratum) vengono allevate negli acquari marini di grosse dimensioni.

## Generi e specie
- Genere Anomalops
  - Anomalops katoptron
- Genere Kryptophanaron
  - Kryptophanaron alfredi
- Genere Parmops
  - Parmops coruscans
  - Parmops echinatus
- Genere Photoblepharon
  - Photoblepharon palpebratum
  - Photoblepharon steinitzi
- Genere Phthanophaneron
  - Phthanophaneron harveyi
- Genere Protoblepharon
  - Protoblepharon mccoskeri
  - Protoblepharon rosenblatti[2]